# Ђуро Драшковић
Ђуро Драшковић (Чево, 1880 — Цетиње, 1919) био је бригадир црногорске војске и један од вођа Божићне побуне 1919. године. Прва је жртва братоубилачке војне акције, познате као Божићна побуна, у којој се енергично противио безусловном уједињењу тадашње Србије и Црне Горе, те био на челу Зеленаша.

## Биографија
Ђуро Ристов Драшковић рођен је на Чеву 1880. године. Крај Првог свјетског рата дочекао је са чином Капетана у војсци Краљевине Црне Горе, а након погибије је постхумно, од стране краља Николе и црногорске владе у егзилу, произведен у командира (мајора) црногорске војске. Био је стамени ратник и официр. Непоколебљиво, до смрти, био је одан црногорском барјаку, краљу Николи и својој отаџбини Краљевини Црној Гори.
Као официр истакао се у балканским ратовима током 1912-1913. Учесник је и Првог свјетског рата, а након војног слома Црне Горе и њеног пада под аустроугарску окупацију интерниран је у аустроугарски заробљенички логор, из којега је пуштен крајем 1918. године, када се враћа на Цетиње, гдје се супротставља безусловном уједињењу Црне Горе и Србије и стаје на чело Зеленаша, заједно са Крстом Поповићем.

### Борба за независност Црне Горе
Капетан Ђуро Драшковић био је један од вођа Божићне побуне 1919. године, коју су против србијанске династије Карађорђевић подигли зеленаши, присталице свргнутог краља Николе и црногорске династије Петровић Његош. Из интернације се враћа 1918. године и активно ради на поништењу одлука Велике народне скупштине, залажући се против безусловног уједињења. Упоредо са преговорима, као један од вођа, припремао је и терористичке акте против новостворене државе.
Устаници нападају Цетиње ноћу, 5. на 6. јануар 1919. године. Долази до ватреног обрачуна и устаници не успијевају да уђу у град, а капетан Ђуро Драшковић гине у овом обрачуну. Уз посредовање генерала Ванела стање се нормализује. Бјелаши који су бранили Цетиње, потпомогнути од војске и жандармерије пружили су снажан отпор и том приликом пала је и прва жртва - погинуо је један од вођа Зеленаша капетан Ђуро Драшковић. Одлукама Подгоричке скупштине од новембра 1918. године енергично се супротставио. Није прихватио безусловно присаједињење Црне Горе Краљевини Србији, већ се с оружјем у руци борио против тога.